# Трещины сосков
Трещины сосков — болезненные разрывы верхнего чувствительного слоя эпидермиса сосков, возникающие вследствие механического их повреждения при грудном вскармливании.

## Патогенез
Трещины возникают в результате механического повреждения сосков матери младенцем во время сосания. При корректном положении соска во время грудного вскармливания он находится глубоко во рту младенца и практически неподвижен, а десны и губы ребёнка стимулируют только ареолу. При неправильном прикладывании ребёнка к груди он сосет сам сосок или механически перекатывает его во рту. Это и приводит к травмам в результате трения.
К дополнительным факторам, способствующим возникновению трещин, относятся также авитаминоз у матери, ношение натирающего нижнего белья и неправильная личная гигиена (злоупотребление моющими средствами, пересушивающими кожу груди).

## Симптомы
Боли в сосках во время кормления, при прикосновении, иногда и в спокойном состоянии. Наличие видимых глазу красных разрывов или трещин на соске. В более редких случаях — кровоточащие ранки на соске.

## Лечение
В подавляющем большинстве случаев лечение состоит из минимизации повреждающих факторов и местного нанесения заживляющих составов (мазей или кремов).

## Профилактика
- Правильное прикладывание младенца к груди

- Приём витаминов для кормящих матерей
- Подобранное по размеру нижнее белье
- Использование специальных мягких средств для гигиены груди

## Прогноз
В большинстве случаев — благоприятный. В крайне редких случаях инфицирование трещин может приводить к грибковым и бактериальным воспалениям в молочной железе.